# Richard Melzer
Pour les articles homonymes, voir Melzer.
Richard « Rich » Melzer, né le 8 décembre 1979, à Minneapolis, au Minnesota, est un joueur américain de basket-ball. Il évolue au poste d'ailier.